# Кастиљоне Козентино
Кастиљоне Козентино је насеље у Италији у округу Козенца, региону Калабрија.
Према процени из 2011. у насељу је живело 1014 становника. Насеље се налази на надморској висини од 384 м.

## Становништво
| 1951. | 1961. | 1971. | 1981. | 1991. | 2001. | 2011. |
| ----- | ----- | ----- | ----- | ----- | ----- | ----- |
| 2.011 | 2.021 | 1.786 | 1.946 | 2.703 | 3.070 | 1.961 |